# Святодуховский собор (Петрозаводск)
Собо́р Соше́ствия Свято́го Ду́ха — утраченный православный храм в Петрозаводске, бывший кафедральный собор Олонецкой и Петрозаводской епархии Русской православной церкви. Находился на Соборной площади (ныне — площадь Кирова). Разрушен коммунистами в 1936 году.

## Внешний вид
Каменный собор в пятью главами высотой около 56,5 м, с главным куполом в центре. Диаметр купола около 12,8 м.

## История
Строительство соборной церкви было задумано в 1785 году согласно утверждённому Екатериной II «Плану губернского города Петрозаводска». С учреждением в 1828 году Олонецкой епархии первый Архиепископ Олонецкий и Петрозаводский Игнатий начал ходатайствовать перед Святейшим синодом о постройке нового кафедрального собора.
Лишь через тридцать лет — 10 апреля 1859 года архиепископом Олонецким и Петрозаводским Аркадием (Федоровым) было получено разрешение на строительство кафедрального собора. Собор строился по типовому проекту архитектора Константина Андреевича Тона и был похож на другие построенные по его проекту храмы — Введенский храм Семеновского полка в Санкт-Петербурге, построенный 1842 г. и разрушенный в 1933 г., и построенный в 1860 г. Собор во имя Рождества Пресвятой Богородицы в Ростове-на-Дону, сохранившийся до наших дней.
Храм строился как на деньги, выделенные из казны, так и на частные пожертвования горожан. Строительство собора было начато 27 апреля 1860 года. Строительством руководил губернский архитектор В. В. Тухтаров, затем, после смерти Тухтарова, И. Ф. Яровицкий и М. П. Калитович.
Под сенью строящегося собора был погребен архимандрит Мефодий, ректор Олонецкой духовной семинарии. В 1882 г. под собором также был похоронен архиепископ Олонецкий и Петрозаводский Палладий.
В соборе был устроен подземный храм «по образцам молитвенных катакомб древних христиан», посвященный местночтимым карельским святым: прп. Александру Свирскому чудотворцу, прпм. Адриану Ондрусовскому чудотворцу, прп. Афанасию Сяндебскому чудотворцу, прп. Никифору Важеозерскому чудотворцу, прп. Ионе Яшезерскому чудотворцу, прп. Ионе Климецкому чудотворцу, прп. Корнилию Палеостровскому чудотворцу, прп. Александру Ошевенскому чудотворцу, прп. Кириллу Челмогорскому чудотворцу и прп. Лазарю Муромскому чудотворцу. Подземный храм был освящен в октябре 1866 года.
Весной 1872 года был установлен иконостас с иконами написанными в Александро-Свирском монастыре. Освящение главного придела во имя Воскресения Христа Спасителя состоялось 21 мая 1872 года, 28 мая состоялось освящение северного придела в честь Благовещения Пресвятой Богородицы, 13 августа — южного придела в честь Вознесения Господня.
В 1875 году собор переименован в честь Сошествия Святого Духа (поменялся посвящениями с находившимся рядом с ним «старым» собором). В 1878 году был закрыт подземный храм.
В 1895 году в ограде собора была построена каменная восьмигранная часовня над местом захоронения блаженного Фаддея Петрозаводского. Крыша часовни имела куполообразную форму с небольшой главкой с крестом. В центре часовни находилась гробница из тёмно-зелёного тивдийского мрамора. В восточной части часовни располагался иконостас из красного мрамора, в котором находились иконы Христа Спасителя, Богоматери и блаженного Фаддея.
В 1908 году с колокольни собора был спущен самый большой (более 5 тонн) благовестный колокол в связи с разрушением «ушей», на которых подвешиваются колокола.
В ноябре 1916 года в ограде собора за алтарём был похоронен епископ Олонецкий и Петрозаводский Никанор.
В 1923—1924 году богослужения в соборе проводил обновленческий епископ Карельской епархии Александр (Надежин) и его сторонники. После того, как обновленцы покинули собор и перешли служить в Крестовоздвиженскую кладбищенскую церковь, вернувшиеся в кафедральный собор сторонники патриарха Тихона заново освятили храм.
Закрыт по решению президиума Петрозаводского городского совета в 1930 году. 27 мая 1930 года в помещении собора была открыта общественная столовая № 13, на крыше здания была устроена парашютная вышка.
20 марта 1936 года Петрозаводский горсовет принял решение о сносе здания кафедрального собора. Работы по сносу собора были завершены к 1 мая 1936 года.

## Приписные храмы и часовни
- Пещерная (катакомбная) церковь во имя Святых Олонецких чудотворцев:, Андриана Андрусовского, Никифора Важеозерского, Ионы Клименицкого, Лазаря Муромского, Александра Ошевенского, Корнилия Палеостровского, Александра Свирского Афанасия Сяндебского, Кирилла Челмогорского, Ионы Яшезерского. Имела иконостас с иконой Александра Свирского в центре. Устроена в 1866 г. в подземном этаже храма. Закрыта в 1878 г.
- Часовня в честь первоверховных апостолов Петра и Павла на Общественной пристани. Была каменной. Построена купцом И. Феклистовым. Разрушена в после 1917 г.
- Часовня в честь усекновения главы Иоанна Предтечи на Петербургском тракте.